# Bobruškovití
Bobruškovití (Aplodontidae, někdy Aplodontiidae) je čeleď hlodavců z podřádu veverkočelistní (Sciuromorpha). Zahrnuje jediný recentní rod Aplodontia s jedním druhem bobruška (Aplodontia rufa), který žije v podhorských oblastech při pacifickém pobřeží Severní Ameriky.

## Charakteristika
Bobrušky jsou 30–45 cm dlouzí a kolem 800 g vážící býložraví hlodavci vzhledem připomínající menšího bobra. Jsou ale mnohem více příbuzní s veverkovitými. Z vývojového hlediska jsou považováni za nejprimitivnější hlodavce. Čeledi bobruškovitých, do které patří i dnešní bobruška, je nejpříbuznější vymřelá čeleď Mylagaulidae.
Žijí na zalesněných nebo hustě křovinatých plochách kolem řek či jezer. V zemi si vyhrabávají nory se systémem mělkých chodeb vedoucích k hlavnímu hnízdu a několika spížím. Ty jsou využívány zejména v zimě, protože během ní neupadají bobrušky do zimního spánku. Potravu hledají spíše v noci, ale jsou běžně aktivní i ve dne.
Rodí 2–3 mláďata a dožívají se věku 5–6 let. Nejsou zařazeni mezi ohrožené živočichy.

## Taxonomie
Známé jsou tyto rody:
rod Aplodontia – bobruška
- druh Aplodontia rufa – bobruška

rod †Ameniscomys
- druh †Ameniscomys selenoides

## Historický výskyt
Příslušníci této čeledi se dříve vyskytovali i na jiných světadílech, kde však vyhynuli: v Evropě jsou známé fosílie z třetihor od počátků oligocénu po střední miocén, v Asii od středního oligocénu po pozdní miocén. V severní Americe se vyskytují nejdéle: od pozdního eocénu do současnosti.